# Christian Malcolm

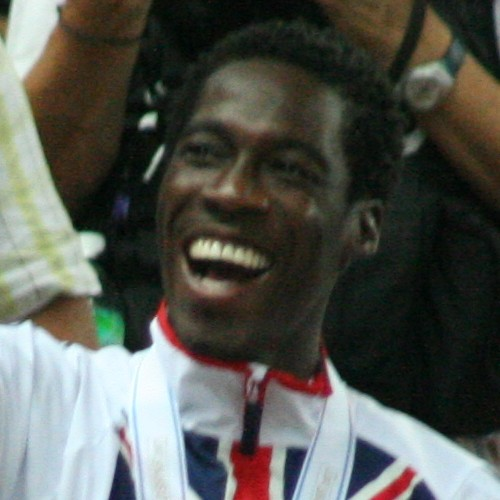
Christian Malcolm bei den Weltmeisterschaften 2007

Christian Malcolm (* 3. Juni 1979 in Cardiff) ist ein ehemaliger britischer Sprinter und heutiger Leichtathletiktrainer.
Christian Malcolm siegte bei den Junioreneuropameisterschaften 1997 im 200-Meter-Lauf und in der 4-mal-100-Meter-Staffel, dazu belegte er im 100-Meter-Lauf Silber. Im Jahr darauf siegte er bei den Juniorenweltmeisterschaften über 100 und 200 Meter. Bei den Commonwealth Games 1998 gewann Malcolm in 20,29 s Silber hinter Julian Golding und wurde Vierter mit der walisischen Stafette, wobei er die Bronzemedaille um 0,04 Sekunden verpasste. 1999 gewann er Staffelgold bei den U23-Europameisterschaften und zweimal Silber auf den Einzelstrecken.
2000 gewann Malcolm bei den Halleneuropameisterschaften in Gent im 200-Meter-Lauf in 20,54 s. Bei den Olympischen Spielen in Sydney erreichte er das 200-Meter-Finale und belegte in 20,23 s den fünften Platz, 0,03 Sekunden hinter der Bronzemedaille. Bei den Hallenweltmeisterschaften 2001 in Lissabon gewann Malcolm in 20,76 s Silber hinter dem US-Amerikaner Shawn Crawford in 20,63 s. Im Freien erreichte Malcolm bei den Weltmeisterschaften 2001 in Edmonton auf beiden Sprintdistanzen das Finale. Über 100 Meter wurde er in 10,11 s Siebter, über 200 Meter erreichte er in 20,22 s den fünften Platz. Der siebte Platz über 100 Meter wurde Jahre später nach der Disqualifikation von Tim Montgomery in Platz 6 geändert.
2002 verlor er bei den Halleneuropameisterschaften in Wien in 20,65 s um eine Hundertstelsekunde gegen den Polen Marcin Urbaś. Bei den Commonwealth Games 2002 belegte er im 200-Meter-Lauf den achten Platz. Vierzehn Tage später verpasste er über 200 Meter die Bronzemedaille bei den Europameisterschaften in München als Vierter um sechs Hundertstelsekunden. Die britische Staffel in der Besetzung Malcolm, Darren Campbell, Marlon Devonish und Dwain Chambers gewann das Staffelfinale. Diese Medaille wurde der Stafette aber im Nachhinein aberkannt, weil Chambers wegen Doping rückwirkend gesperrt wurde. Die Sperre für Chambers umfasste die Jahre 2002 und 2003, so dass der britischen Stafette auch die Silbermedaille bei den Weltmeisterschaften 2003 aberkannt wurde, bei der sie in der gleichen Besetzung wie in München 2002 angetreten war.
Nachdem Malcolm bei den Olympischen Spielen in Athen im 200-Meter-Halbfinale ausgeschieden war, gewann er bei den Weltmeisterschaften 2005 in Helsinki Bronze mit Jason Gardener, Marlon Devonish und Mark Lewis-Francis. Auch bei den Weltmeisterschaften 2007 in Osaka erreichte er Staffelbronze. Die Staffel in der Besetzung Malcolm, Craig Pickering, Marlon Devonish und Mark Lewis-Francis verpasste in 37,90 s Silber um eine Hundertstelsekunde.
Bei den Olympischen Spielen 2008 in Peking wurde er Fünfter über 200 m. Über dieselbe Distanz gewann er bei den Europameisterschaften in Barcelona Silber und erreichte bei den Weltmeisterschaften 2011 das Halbfinale.
Seit dem Ende seiner aktiven Laufbahn betätigt sich Malcolm als Trainer. Nachdem es ihm, gemeinsam mit Benke Blomkvist und Stephen Maguire gelungen war, die britische 4-mal-100-Meter-Staffel der Männer bei den Weltmeisterschaften 2017 zu Gold zu führen, wurde das Trio im Dezember 2017 zum britischen Trainer des Jahres gewählt.
Christian Malcolm ist 1,74 m groß und wiegt 67 kg.

## Bestzeiten
- 50 m (Halle): 5,81 s, 24. Februar 2002, Liévin
- 60 m (Halle): 6,64 s, 11. Februar 2001, Cardiff
- 100 m: 10,11 s, 5. August 2001, Edmonton
- 200 m: 20,08 s, 8. August 2001, Edmonton
  - Halle: 20,54 s, 26. Februar 2000, Gent